# Wings (canção de Little Mix)
"Wings" é a canção de estreia do grupo britânico Little Mix. Foi coescrita pelo grupo em colaboração com Erika Nuri, Heidi Rojas, Iain James, Michelle Lewis, Mischke Butler, Kyle Coleman, Christopher Dotson. Sendo o segundo single da banda depois de vencer a 8ª temporada do The X Factor e o compacto de avanço do álbum de estreia delas, DNA, a Syco Music enviou a obra para a rede BBC Radio 1 no Reino Unido em 2 de julho de 2012, e a lançou para descarga digital a 24 de agosto seguinte. A composição de andamento acelerado, que contém batidas modernas, bateria, som de trompas e palmas, é escrita em um arranjo pop com elementos de R&B e old school. Liricamente, trata sobre temas como o poder feminino, conselhos de mãe e individualidade.
"Wings" foi bem recebida pelos críticos de música contemporânea, que apreciaram sua mensagem lírica, seu som otimista e os vocais do grupo. Alguns revisores notaram que a música era reminiscente de canções da artista musical Christina Aguilera, mais precisamente "Candyman" (2007). A canção ganhou popularidade pelo seu estilo old school, que faz contraste ao antigo estilo R&B da banda durante as performances no The X Factor. Conseguiu o topo da UK Singles Chart com vendas de 107 mil cópias em sua primeira semana de vendas. O single também chegou as três primeira posições na Irlanda, Escócia e na União Europa, e número três na Austrália onde foi certificado com disco de platina duplo. Também entrou nas 40 melhores posições em outros três países, enquanto conseguiu pico na posição 27 na Billboard Pop Songs e 71 na Billboard Hot 100 junto de seu primeiro top 10 no Japão Hot 100 no número sete.
O vídeo musical acompanhante foi dirigido por Max & Dania em um armazém abandonado. O clipe retrata o grupo dançando e cantando a composição em frente a cenários coloridos e uma bandeira do Reino Unido pintada de rosa. Apresenta Little Mix usando roupas de estilo de rua que corresponde com o cenário em que a banda está. O tele-disco recebeu revisões favoráveis dos críticos, que apreciaram o sentido fashion das integrantes, suas habilidades para a dança e a confiança exibida. "Wings" foi apresentada em vários programas televisivos, incluindo o Red or Black? e o The X Factor australiano, e incluíram a música no repertório da The DNA Tour (2013), na The Salute Tour (2014), The Get Weird Tour (2016), The Glory Days Tour (2017) e LM5: The Tour (2019).

## Antecedentes
Em 30 de maio, o quarteto anunciou através de uma Twitcam que o nome de seu primeiro single será chamado Wings. Em 1 de junho o grupo apareceu em Alan Carr e compartilhou um trecho de 30 segundos da canção.

## Composição
"Wings" foi escrito principalmente por Little Mix, Iain James, e TMS membros Thomas Barnes, Peter Kelleher e Ben Kohn. No entanto, Little Mix continuou a colaborar com outros escritores até que eles sentiram a música estava completa, incluindo Erika Nuri de The Writing Camp, a cantora Michelle Lewis, Mischke, Heidi Rojas e Foi a primeira música escrita para o álbum de estréia do grupo, DNA.
De acordo com o membro do grupo Leigh-Anne Pinnock, a linha "Mamãe me disse para não perder meu tempo" foi considerada uma parte importante durante o desenvolvimento de "Wings"; A música foi em parte baseada em experiências pessoais do grupo de superar o bullying. Little Mix queria que o single fosse algo que os ouvintes pudessem se relacionar sem soar clichê. 
As letras foram escritas como uma mensagem edificante para o grupo e seus fãs. O membro do grupo, Jesy Nelson, disse: "Não há nada de errado em escrever músicas sobre clubes e festas, mas acho legal fazer uma música com significado". A canção se inspirou especificamente na experiência do grupo no The X Factor, sendo os favoritos a serem eliminados após o primeiro show ao vivo da competição. Nelson explicou: "Na nossa primeira semana em X Factor, nossos papais estavam todos gritando ''Vejo você nesta manhã na segunda-feira' porque é aí que todos os perdedores vão. Eu estava tipo: 'Oh, certo, obrigado!''.
Outra inspiração veio de uma época em que Nelson aspirava a ser uma cantora quando adolescente, mas foi desencorajada por seus professores que lhe disseram que ela precisava de um plano de apoio ou ela iria acabar trabalhando no varejista Tesco. A canção, por sua vez, tem um tema de conselho materno; Nelson aconselhou que os ouvintes de "Wings" deveriam ouvir suas mães "porque sempre têm razão". O membro do grupo, Jade Thirlwall, afirmou que eles também queriam que a música promovesse o poder das garotas e retornasse grupos de garotas à proeminência, inspiradas em grupos de garotas dos anos 90, como as Spice Girls. "Wings" foi mais inspirado por canções de Beyoncé e Michael Jackson.

## Produção e gravação
Toda vez que eu ouço ou estou no palco cantando, eu acredito e sinto cada palavra da música. A mensagem é tão forte. Todos nós temos coisas que não gostamos de nós mesmos, mas uma música como essa pode fazer você se sentir muito melhor sobre tudo
– Leigh-Anne Pinnock descrevendo o significado da canção.

Little Mix imediatamente começou a gravar depois de tomar uma pequena pausa para passar tempo com suas famílias, após a vitória sobre The X Factor. Durante os primeiros estágios do desenvolvimento da música em janeiro de 2012, o membro do grupo Perrie Edwards revelou: "Estamos indo um pouco urbano, oldschool eu diriacom um pouco de pop. Nós queremos trazer de volta as harmonias oldschool junto de Jesy e seu beat-box". A gravação de "Wings" continuou enquanto o grupo estava embarcando em The X Factor Live Tour (25 de fevereiro a 4 de abril de 2012). A gravação aconteceu no The Music Shed em Londres. O grupo sabia na primeira escuta que "Wings" tinha que ser um single. Em março de 2012, Little Mix jogou uma demo para o proprietário Simon Cowell, que ficou impressionado, acreditando que a entrada do grupo melhorou a qualidade da gravadora.
A canção foi produzida por TMS com produção vocal por James F. Reynolds. Enquanto oldschool-sounding, a canção foi desenvolvida com uma batida moderna, assim que os ouvintes poderiam também dançar a ela. O grupo previu "Wings" para ser "um pouco diferente" de outros singles lançados na época, e uma combinação de pop, hip hop e R&B. A faixa também foi composta com um público americano em mente.

## Lançamento
Parecia que a introdução foi as nossas personalidades em toda a pessoas, e tem uma mensagem muito boa, que queremos que os nossos fãs de tenham.
– Perrie Edwards sobre o lançamento oficial de Wings.

"Wings" serviu como o single principal. Little Mix anunciou pela primeira vez o título do single durante uma Twitcam ao vivo com seus fãs em 30 de maio de 2012,  e compartilhou a capa do single no Facebook no dia seguinte. Caracteriza-os contra um fundo azul-claro, assim como um logotipo novo que compreende quatro ícones (um para cada membro).  A arte da capa foi projetada pelo Studio Output. O grupo previu um trecho curto de "Wings" durante uma entrevista em Alan Carr: Chatty Man em 1 de junho de 2012. No mesmo dia, o single foi disponibilizado para pré-encomenda com data de lançamento de 22 de julho de 2012. Contudo, foi anunciado em 11 de junho de 2012 que o lançamento do single foi adiado para 19 de agosto de 2012. "Wings" recebeu sua estreia de rádio na BBC Radio 1 em 2 de julho de 2012. Um vídeo acompanhante foi postado no canal Vevo do grupo no mesmo dia.
Syco lançou pela primeira vez "Wings" para download digital na Irlanda em 24 de agosto de 2012,  e no Reino Unido em 26 de agosto de 2012,  depois de ser empurrado para trás uma segunda vez. O single foi posteriormente disponibilizado na Nova Zelândia em 4 de outubro de 2012  e na Austrália em 5 de outubro de 2012. Também foi lançado como um CD single no Reino Unido em 26 de agosto de 2012,  e na Austrália em 30 de outubro de 2012.  Em janeiro de 2013, Little Mix assinou com a Columbia Records; "Wings" foi lançado pela gravadora para download digital em 5 de fevereiro de 2013 como o primeiro single do grupo no Canadá e nos EUA.   único hit impactado contemporâneo rádio nos EUA em 19 de fevereiro de 2013. O grupo gravou uma versão coreana de "Wings" com versos principalmente cantados em coreano; Foi lançado na Coreia do Sul em 19 de agosto de 2013.

## Recepção da crítica

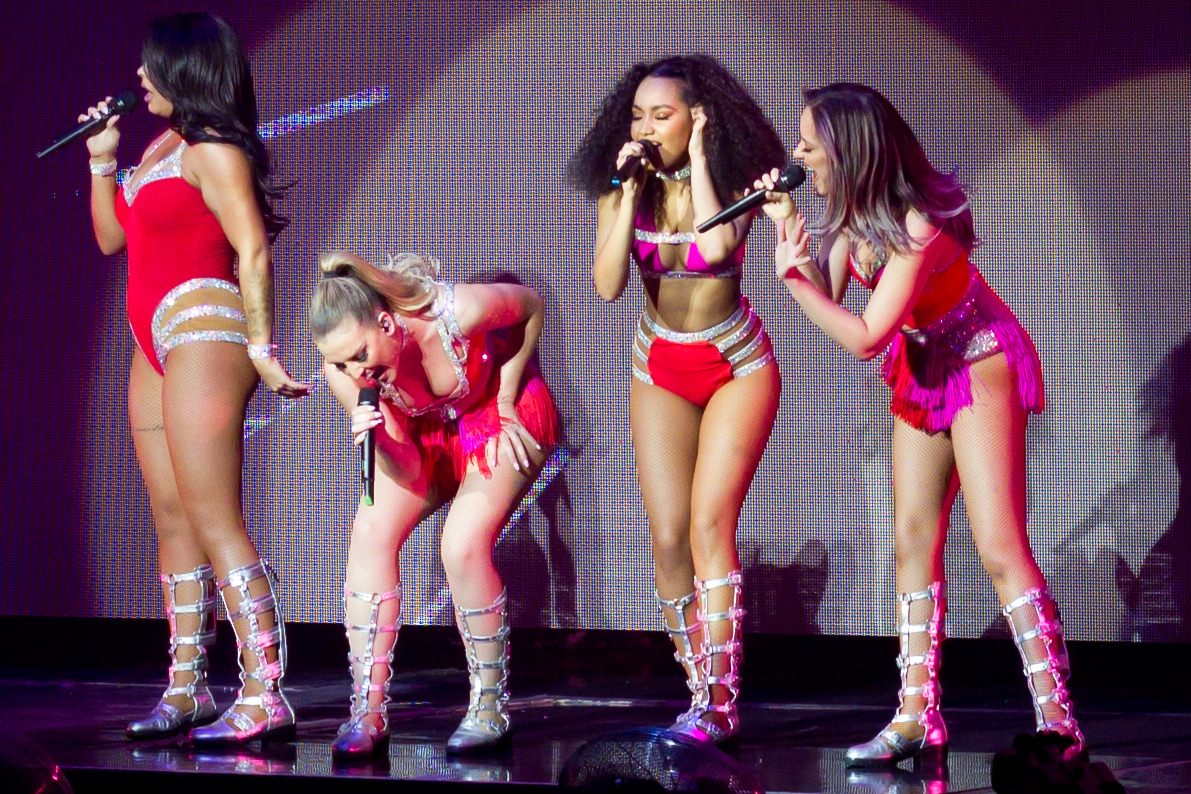
Little Mix

"Wings" recebeu aclamação dos críticos. Joe Rivers of No Ripcord deu à canção uma avaliação de nove de dez, descrevendo-a como "vivaz, divertida, impetuosa e confiante", e elogiando seu "absoluto poder". Rivers concluiu: "'Wings' é realmente muito bom, não só bom para X-Factor bom, mas bom no contexto de toda a música pop-boa." Robert Copsey de Digital O espião deu a canção quatro fora de cinco estrelas, e disse que resonably viveu até expectativas e era "um começo seriamente prometedor" para o grupo.  John Earls, do Daily Star, classificou a trilha de oito em dez, escrevendo: "A sua atitude moderna e confiante se encaixa perfeitamente na música, enquanto os tambores militares e os vocais preguiçosos mostram que Little Mix tem grandes idéias". Daniella Graham, Metro encontrou as letras inspiradoras para ser um bom ajuste para o grupo que ela acreditava "foram denominados como modelos de papel perfeito para as adolescentes durante seu tempo em X Factor".
Michael Cragg, do The Guardian, disse que o grupo estava pronto para suceder "onde outros vencedores do X Factor falharam ao lançar um grande single no momento certo". Cragg escreveu que a produção da música a tornou "brilhante" e teve "tudo o que você gostaria de ouvir em uma música pop em 2012", e comparou Little Mix "ridículo vocal corre" para aqueles de Christina Aguilera. Gordon Smart de The Sun considerou a trilha como uma "fatia polida de pop" e suas letras "diretamente do livro das meninas de Spice de linhas de poder de inspiração menina", comparando-o a 2007 de Aguilera "Candyman". Popjustice também comparou "Wings" a músicas de Aguilera, e elogiou seu outro como "tão espantoso que provavelmente será o melhor outro de qualquer música a ser lançado neste verão". Eles elogiaram a faixa "realmente breezily desafiante e despreocupado" assumir antibullying, e opinou: "Há bastante grandeza intensa nesta música para lançar Little Mix em pelo menos oito países que não são o Reino Unido".
Elizabeth Thompson, da revista Paper, o chamou de "um single efervescente com uma dívida para a En Vogue". Similarmente, Bill Lamb de About.com comparou o estilo vocal do grupo ao de En Vogue, e considerou a faixa "irresistivelmente cativante", concluindo: "é impossível descartar o poder pop de um disco como 'Wings'". Ailbhe Malone, do The Irish Times, comentou que "Wings" era "um stomper", uma reminiscência de uma combinação de "Get Me Bodied" de Beyoncé e "The Block Party" de Lisa Lopes, explicando: "Basicamente, isso significa palmas, harmonias vocais e Um valor de X Factor de atitude. " Ian Gittins da Virgin Media descreveu" Wings "como um" desmaio da felicidade pop sugestivo de Sugababes. James Robertson do Daily Mirror citou a faixa como "exatamente o que fez as meninas tão populares ", e em sua opinião, ''Little Mix fez história ", tornando-se o primeiro vencedor do The X Factor para lançar um segundo single que foi uma grande melhoria em sua primeira. Al Fox, da BBC Music, considerou a música "viciante", enquanto Vicki Newman da Shields Gazette escreveu que "cimentou firmemente o som da assinatura das meninas". Joey Guerra do Houston Chronicle o considerou "ridiculamente cativante".

## Charts
"Wings" estreou no número um no UK Singles Chart - para a semana que termina em 8 de setembro de 2012 - com vendas na primeira semana de 106.766 cópias, tornando-se o segundo número consecutivo de Little Mix número um no gráfico depois de 2011 "Cannonball". O único caiu para o número quatro em sua segunda semana, vendendo 59.355 cópias. O grupo se tornou apenas o terceiro vencedor do The X Factor (Reino Unido), depois de Leona Lewis e Alexandra Burke, para acompanhar o single do vencedor com um segundo número um único. Até o final de 2012, "Wings" tinha vendido mais de 380.000 cópias, colocando no número 40 no gráfico de fim de ano.  Passou um total de 25 semanas no gráfico. Em 22 de julho de 2013, o single foi certificado ouro pela British Phonographic Industry (BPI), denotando vendas de mais de 400.000 cópias no Reino Unido. A partir de 24 de julho de 2015, "Wings" vendeu 526.717 unidades no Reino Unido.
A trilha teve o sucesso similar em Ireland onde se curvou no número um no Irish escolhe o gráfico. Ele marcou o segundo número consecutivo de Little Mix, um único e acumulou um total de 25 semanas no gráfico. A canção tornou-se o grupo mais alto de gráficos único na Austrália, estreando no número 34 e atingindo o terceiro lugar no ARIA Singles Chart em sua quarta semana. "Wings" está entre os singles mais vendidos na Austrália, tendo sido certificado triplo platina pela Associação Australiana de Gravação (ARIA) para vendas de 210.000 cópias. A faixa entrou no número 17 no New Zealand Singles Chart, e atingiu um pico de número 15 na sua terceira semana.  Recebeu uma certificação de ouro da Recorded Music NZ (RMNZ), denotando vendas de 7.500 cópias.
"Wings" estreou na Billboard Hot 100 dos Estados Unidos no número 98 para a semana que terminou em 11 de abril de 2013.  De acordo com a Nielsen SoundScan, o single já havia vendido 97.000 cópias antes de sua estréia no chart. Brian Mansfield, do USA Today, escreveu que "Wings" estava pronta para se tornar "What Makes You Beautiful" nos EUA. No entanto, estagnou no número 79 e passou um total de nove semanas no gráfico. O único saiu melhor no Mainstream dos EUA Top 40 gráfico onde atingiu o número 26.  Em 16 de agosto de 2013, "Wings" recebeu uma certificação de ouro da Recording Industry Association of America (RIAA), denotando vendas superiores a 500.000 cópias.  No Canadá, a música chegou ao número 69 no Canadian Hot 100, e foi certificado como ouro pela Canada Music por vendas de 40.000 cópias. "Wings" tornou-se o single de Little Mix no Japão, onde ele escalou o número sete no Japão Hot 100.

## Performances ao vivo
Little Mix deu sua primeira performance ao vivo de "Wings" no T4 Beach em 1 de julho de 2012. O grupo promoveu o único no Reino Unido com desempenhos televiso dele em esta manhã em 20 agosto 2012, Vermelho ou preto? Em 25 de agosto de 2012 e Daybreak em 3 de setembro de 2012. Elas também tocaram a canção junto com "DNA" nos BBC Radio 1 Teen Awards em 7 de outubro de 2012. Na Austrália, Little Mix promoveu "Wings" com performances ao vivo da faixa de Sunrise e da quarta série de The X Factor (Austrália) em 30 de outubro de 2012. Nos Estados Unidos, o grupo realizou a música em Good Morning America em 7 de junho de 2013, e duas vezes no The Today Show (17 de junho de 2014 e 19 de agosto de 2015).
"Wings" foi a sexta canção, e repetição encero no setlist para a The DNA Tour. O grupo exibia roupas de estilo dos anos 90 para as entregas, com cada membro vestindo jeans largos e tops de colheita personalizados com seus nomes impressos em graffiti. Na The Salute Tour, "Wings" também estava no setlist. Os desempenhos da canção terminaram em confetes.

### Reconhecimento
Wings foi colocado no número 21 na lista de Popjustice de The Top 45 Singles de 2012. Ele foi classificado no número 35 no Ripcord Top 40 faixas da lista de 2012. A canção foi nomeada para o prêmio 2012 da música de Popjustice £20, mas perdeu ao "Jealousy" de Will Young.  O único também colocou no número três na lista About.com de Top 100 Pop Songs de 2013. Recebeu uma indicação em 2014 no Radio Disney Music Awards, perdendo a Selena Gomez "Birthday". Em 2015, "Wings" foi votado o grupo feminino favorito único por leitores de revista Billboard, à frente de "Wannabe" de Spice Girls e T.A.T.u "All The Things She Said''.

## Clipe musical

### Sinopse e detalhes
O vídeo da  canção estreou em 25 de julho de 2012, com o grupo cantando em armazém abandonado. São cenas individuais, que mostra cada um dos membros dentro de quartos separados, com diferentes origens; Jesy Nelson está em uma sala cheia de alto-falantes e boomboxes, Jade Thirlwall está na sala cheia de laços, Perrie Edwards está dentro de uma sala com padrões florais e discos de vinil, Leigh-Anne Pinnock está em sala com um grafite na parede. Mais tarde um grupo de bailarinos se une ao grupo e todos dançam juntos com uma bandeira do Reino Unido de fundo.
O vídeo musical de "Wings" foi dirigido por Max & Dania. O grupo começou a ensaiar a coreografia para o vídeo em 3 de maio de 2012.  Foi filmado em estúdios de Elstree em 6-7 junho 2012.  Como resultado de várias re-takes da rotina de dança do grupo, o vídeo foi filmado durante um período de 22 horas das 04:00 às 02:00 BST. O guarda-roupa do grupo incluía roupas da Topshop, American Apparel e Dr. Martens.  O conjunto utilizado foi um armazém abandonado.  O grupo considera "Wings" como seu "primeiro vídeo apropriado"; Seu vídeo de música anterior para "Cannonball" foi uma montagem de cenas de suas experiências em The X Factor.  O vídeo da música estreou em The Box em 25 de julho de 2012.
O videoclipe não segue nenhum enredo. Cada membro do grupo usa três trajes diferentes ao longo, todos os quais retratam seus estilos individuais.  O vídeo é introduzido com uma tela dividida em quatro em que cada membro é mostrado cantando para a câmera. Em seguida, dançam separadamente em frente a diferentes cenários de cores vivas que manifestam suas personalidades individuais: uma flor e fundo de registro de gramofone (Edwards), um pano de fundo de gravata (Thirlwall), decorado (Pinnock) e boom-boxes (Nelson). Perto do final do vídeo, o grupo é acompanhado por dançarinos de apoio masculino para um hip hop e cadeira de dança rotina na frente de um grande Union Jack.

### Recepção da crítica
Newman opinou que o visual tinha popularidade de vídeo viral "Wings" para o sucesso comercial. O vídeo foi lançado acidentalmente na iTunes Store nos EUA no mesmo dia em que estreou ao sucesso de vendas instantâneas, antes de ser prontamente retirado. Quando lançado em dezembro de 2012, Gary Trust da revista Billboard observou que o vídeo foi um vendedor consistente para o grupo antes da estreia dos EUA de "Wings" em fevereiro de 2013.
O vídeo da música foi bem recebido entre os críticos. Sam Lansky da MTV News chamou-o deslumbrante e colorido, e citou a sequência de dança de cadeira como seu favorito desde que "Britney Spears mais forte" (2000). Lansky concluiu: "Quem precisa ser alto conceito quando você tem tanta atitude?" Da mesma forma, Lewis Corner, da Digital Spy, destacou as "poses ousadas'' Recca Martin, da Sky Living elogiou seus  ''trajes peculiares "e" movimentos de dança divertidos", concluindo que o vídeo" prova que Little Mix está pronto para dar outras garotas na cena uma séria corrida pelo seu dinheiro". Sarah Deen de Metro escreveu que o visual demonstrou as habilidades de dança do grupo e "mostra verdadeiramente fora seu estilo individual." Deen disse que se certificou de que a música "deixa uma impressão duradoura", descrevendo-a como "atraente" e um "vídeo pop vibrante e cheio de atitude". Ellie Ross de The Sun considerou o vídeo "ousado" e sentiu que interpretou Little Mix como "totalmente crescidas", observando que "elas intensificaram o jogo ainda mais desde [The X Factor]".

## Outras versões
A canção foi lançada como single para a trilha sonora da série Glee. A versão é interpretada pela participante do American Idol, Jessica Sanchez. O single foi lançado dia 6 de maio de 2013 no iTunes. A canção faz parte do episódio 22. All or Nothing da 4ª temporada. Na segunda temporada do The X Factor norte-americano a cantora Ellona Santiago cantou a música em sua primeira audição.

## Faixas
- EP do iTunes[3]

1. "Wings" – 3:40
2. "Wings" (The Alias Club Mix) - 4:59
3. "Wings" (Sunship Extended Mix) - 4:50
4. "Wings" (Instrumental) - 3:38

## Charts

### Charts semanais
| Chart (2012–13)                               | Posição |
| --------------------------------------------- | ------- |
| Austrália (ARIA)                              | 3       |
| Bélgica (Ultratip Bubbling Under de Flandres) | 7       |
| Canadá (Canadian Hot 100)                     | 69      |
| Canadá CHR/Top 40 (Billboard)                 | 41      |
| Canadá Hot AC (Billboard)                     | 45      |
| Escócia (Scottish Singles Chart)              | 1       |
| Eslováquia (Rádio Top 100)                    | 26      |
| Estados Unidos (Billboard Hot 100)            | 79      |
| Estados Unidos (Billboard Mainstream Top 40)  | 26      |
| União Europeia (Billboard)                    | 1       |
| França (SNEP)                                 | 165     |
| Hungria (Rádiós Top 40)                       | 26      |
| Irlanda (IRMA)                                | 1       |
| Japão (Japan Hot 100)                         | 7       |
| Nova Zelândia (Recorded Music NZ)             | 15      |
| Reino Unido (UK Singles Chart)                | 1       |
| República Checa (Rádio Top 100)               | 91      |

### Charts anuais
| Chart (2012)                         | Posição |
| ------------------------------------ | ------- |
| Austrália (ARIA)                     | 82      |
| UK Singles (Official Charts Company) | 40      |

| Chart (2013)          | Posição |
| --------------------- | ------- |
| Japão (Japan Hot 100) | 46      |

## Certificações
| Austrália (ARIA) | 3× Platina | 210,000^ |
| Brasil (PMB) | Platina    | 40,000‡  |
| Irlanda (IRMA) | Platina    | 30,000*  |
| Canadá (Music Canada) | Ouro       | 40,000*  |
| Nova Zelândia (RIANZ) | Ouro       | 7,500*   |
| Reino Unido (BPI) | Platina    | 600,000‡ |
| Estados Unidos (RIAA) | Ouro       | 500,000‡ |
| Japão |            | 40,000   |
| * Número de vendas definido com base apenas no nível de certificação. ^ Número de embarques definido com base apenas no nível de certificação. ‡vendas+streaming definido com base apenas no nível de certificação. |            |          |

## Histórico de lançamento
| País        | Data                 | Formato                     | Gravadora  |
| ----------- | -------------------- | --------------------------- | ---------- |
| Reino Unido | 2 de julho de 2012   | Lançamento nas rádios       | Syco Music |
| Irlanda     | 24 de agosto de 2012 | Download digital, CD single | Syco Music |
| Reino Unido | 26 de agosto de 2012 | Download digital, CD single | Syco Music |